# بيل دا كوستا غريني
بيل دا كوستا غريني (بالإنجليزية: Belle da Costa Greene)‏ هي أمينة مكتبة أمريكية، ولدت في 13 ديسمبر 1883 في الإسكندرية في الولايات المتحدة، وتوفيت في 10 مايو 1950 في نيويورك في الولايات المتحدة.

## وصلات خارجية
- بيل دا كوستا غريني على موقع الموسوعة البريطانية (الإنجليزية)
- بيل دا كوستا غريني على موقع قاعدة بيانات برودواي على الإنترنت (الإنجليزية)